# Die unfreiwillige Weltreise der Familie Fenouillard
Die unfreiwillige Weltreise der Familie Fenouillard (Originaltitel: La famille Fenouillard) ist eine französische Filmkomödie von Yves Robert aus dem Jahr 1960 mit Jean Richard und Sophie Desmarets in den Hauptrollen. Das Drehbuch von Jean Ferry und dem Regisseur beruht auf dem gleichnamigen Kinderbuch des französischen Schriftstellers und Comiczeichners Christophe (1856 bis 1945).  In Frankreich kam der Streifen das erste Mal am 4. Januar 1961 in die Kinos; im deutschen Sprachraum hatte er seine Premiere am 31. Dezember 1967 im Zweiten Deutschen Fernsehen.

## Handlung
Um den Ruch des Nesthockers und Spießbürgers abzustreifen, der ihn daran hindert, zum Bürgermeister der Kleinstadt St. Remys gewählt zu werden, macht sich Monsieur Fenouillard – „Tricotagen im Familienbesitz seit prähistorischen Zeiten“ – mitsamt seiner Frau und seinen beiden Töchtern auf zu einer Reise nach Paris. Doch ihr Geschick führt sie statt zum Eiffelturm nach Le Havre und ihr Missgeschick auf einen Dampfer, der in See sticht, bevor sie ihn von einer Besichtigungstour verlassen haben. Als blinde Passagiere ausgesetzt an südamerikanischer Küste, mit einem Kutter am Nordpol gelandet, auf einer Eisscholle in den Pazifik getrieben und nach Abenteuern in Japan über Land nach Frankreich zurückgekehrt, hat Monsieur Fenouillard seinen Horizont genügend erweitert, um nicht nur der Held der Gaumont-Aktualitäten-Schau zu sein, sondern auch der neue Bürgermeister von St. Remys zu werden. Madame hat trotz amerikanischer Menschenfresser, wilder Sträflinge und trinkfreudiger japanischer Samurais stets das Zepter in der Hand behalten, beide Töchter, Artémis und Kunigonde, sind verlobt – und so stellt schließlich die neue Feuerspritze für die Feuerwehr des Städtchens nicht nur Monsieur Fenouillards Wähler zufrieden.

## Kritik
„Amüsante Unterhaltung aus Frankreich. Ungezählte spaßige Abenteuer, einfallsreich von der Regie, von der Kamera und von den Darstellern serviert, verschaffen Zuschauern von 12 Jahren an 75 Minuten ungetrübter Heiterkeit.“

„Verfilmung des bekannten Kinderbuchs des französischen Physikers Christophe in recht theaterhafter Inszenierung. Dank vieler witziger Einfälle in Slapstick-Tradition dennoch einfallsreiche und kurzweilige Unterhaltung.“